# Radiofar označivač
Radiofar označivač (eng. marker beacon), posebna vrsta VHF radiofara koji se koristi u zrakoplovstvu, osobito u konjunkciji s instrumentskim sustavom slijetanja (instrument landing system, ILS), da bi pilotima dalo parametre kojim će moći odrediti položaj duž etablirane rute ka odredištu kao što je pista.
Prema članku 1.107 Međunarodne telekomunikacijske unije (ITU) Radijska regulativa (RR) radiofar označivač je definiran kao Radio odašiljač u aeronautičkoj radionavigacijskoj službi koji odašilja okomito prepoznatljivi uzorak radi davanja informacije o položaju zrakoplovima.